# Policía Nacional Civil de Guatemala
La Policía Nacional Civil es la fuerza armada de seguridad de Guatemala, que está a cargo de resguardar el orden público, así como de la seguridad civil de la población. Junto al Ejército de Guatemala resguardan la seguridad del territorio nacional. Fue fundada el 17 de julio de 1997, reemplazando a la Policía Nacional y la Guardia de Hacienda.

## Objeto
Según el artículo 1 del Dto. 11-97 del Congreso de la República de Guatemala, Ley de la PNC dice: 
La seguridad pública es un servicio esencial de competencia exclusiva del Estado y para ese fin se crea la Policía Nacional Civil.

## Definición jurídica
La Policía Nacional Civil es una institución profesional armada, ajena a toda actividad política. Su organización es de naturaleza jerárquica y su funcionamiento se rige por la más estricta disciplina. La Policía Nacional Civil ejerce sus funciones durante la veinticuatro horas del día en todo el territorio de la república. Para efectos de su operatividad estará dividida en distritos y su número y demarcación serán fijados por su Dirección General. Está integrada por los miembros de la carrera policial y de la carrera administrativa. 
En el reclutamiento selección, capacitación, y despliegue de su personal debe tenerse presente el carácter multiétnico y pluricultural de Guatemala. (Arto. 2 de la Ley de la PNC).
De acuerdo a la Carta Magna, recurrir al artículo 1.

## Mando supremo
El mando supremo de la Policía Nacional Civil será ejercido por el Presidente de la República, a través del Ministro de Gobernación. 
El funcionamiento de la Policía Nacional Civil estará a cargo de su Director General, bajo la inmediata y exclusiva autoridad del Ministro de Gobernación. (Arto. 3 de la Ley de al PNC).

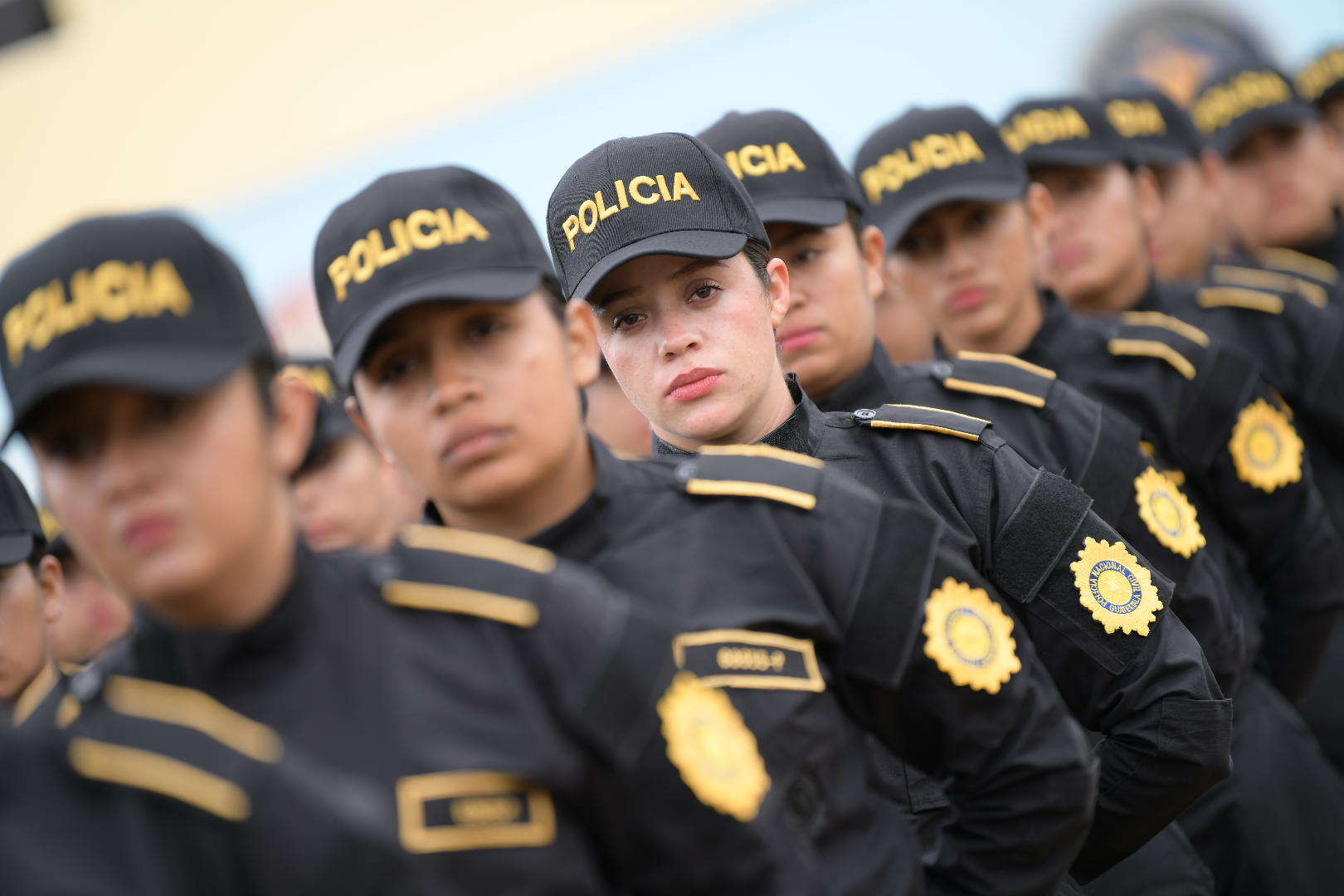
Elementos de la Policía Nacional Civil

En lo referente a cada departamento y con sujeción a las directrices del Ministerio de Gobernación, el Gobernador supervisará la actuación de la Policía Nacional Civil, sin perjuicio de la dependencia orgánica, funcional y operativa de las fuerzas de la Policía Nacional Civil del Departamento ante los mandos de ésta. (Arto. 4 de la Ley de la PNC).

## Historia
Su historia inicia a partir de la firma de los Acuerdos De Paz suscritos en 1996, la Policía Nacional y la Guardia de Hacienda cesaron en operaciones y surge la Policía Nacional Civil. El despliegue territorial de la PNC, que comenzó a mediados de 1997, logró cubrir los 22 departamentos del país en agosto de 1999. Hasta el momento se han desplegado 6 Jefaturas de Distrito, 27 Comisarías, 127 Estaciones y 343 Subestaciones, y además cuenta con 8 unidades móviles (serenazgos) que se desplazan en puntos críticos de la ciudad capital. Nacen varios cuerpos especiales de la policía encargados de distintos rubros de la seguridad.

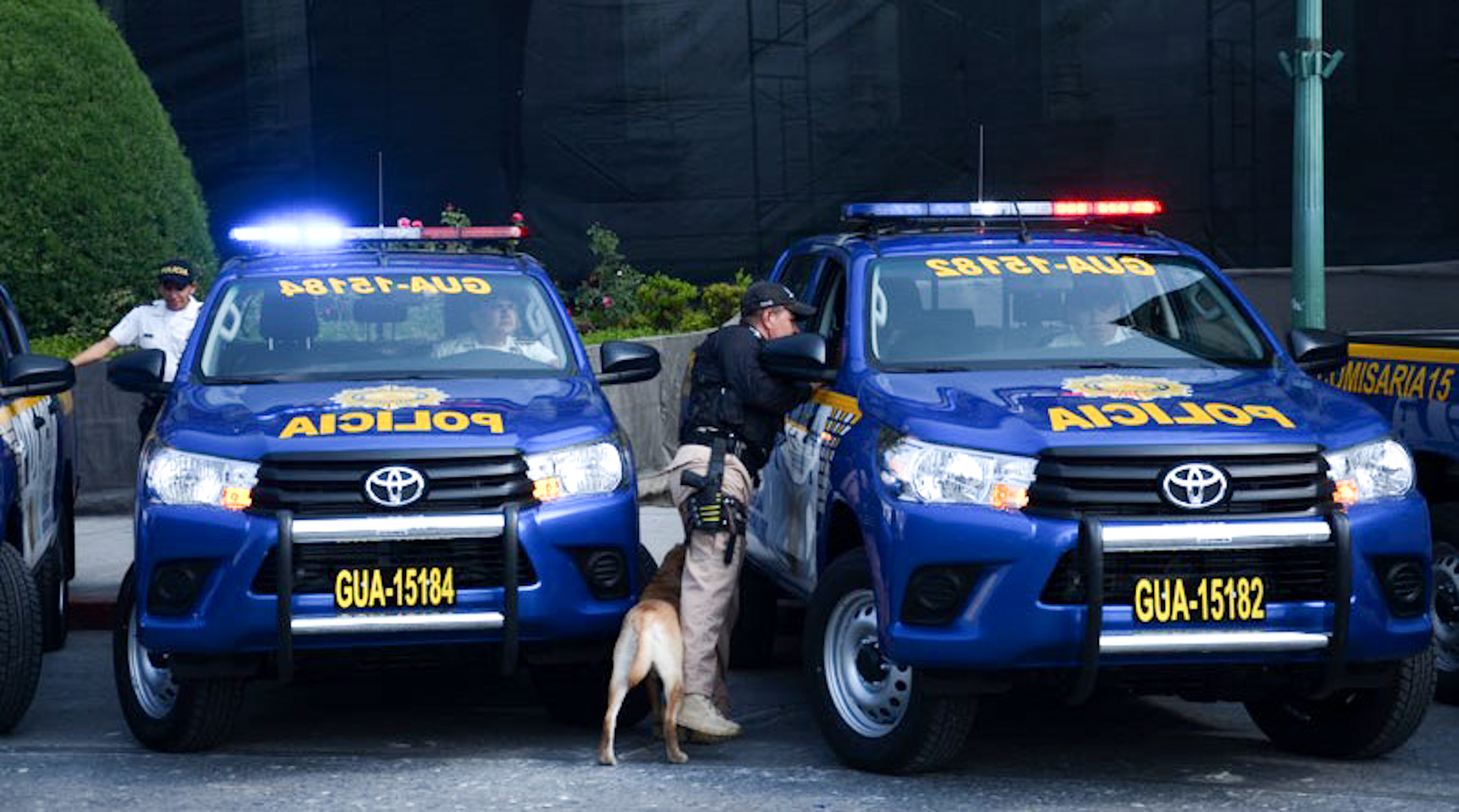
Policía automovile en Guatemala

El Gobierno decidió integrar la nueva fuerza policial formando personal nuevo y reeducando parte de los miembros de la Policía Nacional y de la Guardia de Hacienda. La formación policial fue asumida por la Unión Europea (UE) y desarrollada por el “Programa de Apoyo a la Política Nacional de Seguridad” a través de la Guardia Civil Española (GCE) en 1997. En materia de investigación criminal, la Academia recibió apoyo de ICITAP (International Criminal Investigative Training Assistance Program), y la instrucción y formación en derechos humanos estuvieron a cargo del programa de fortalecimiento de la PNC de MINUGUA.
Recientemente en 2006 se crea una fuerza policial llamada GPC (Guardia De Protección Civil), cuya función es la de proteger a la ciudadanía y velar por el orden público en las zonas de alto riesgo criminal. Funge como apoyo a la Policía Nacional Civil en esas tareas.

## Funciones

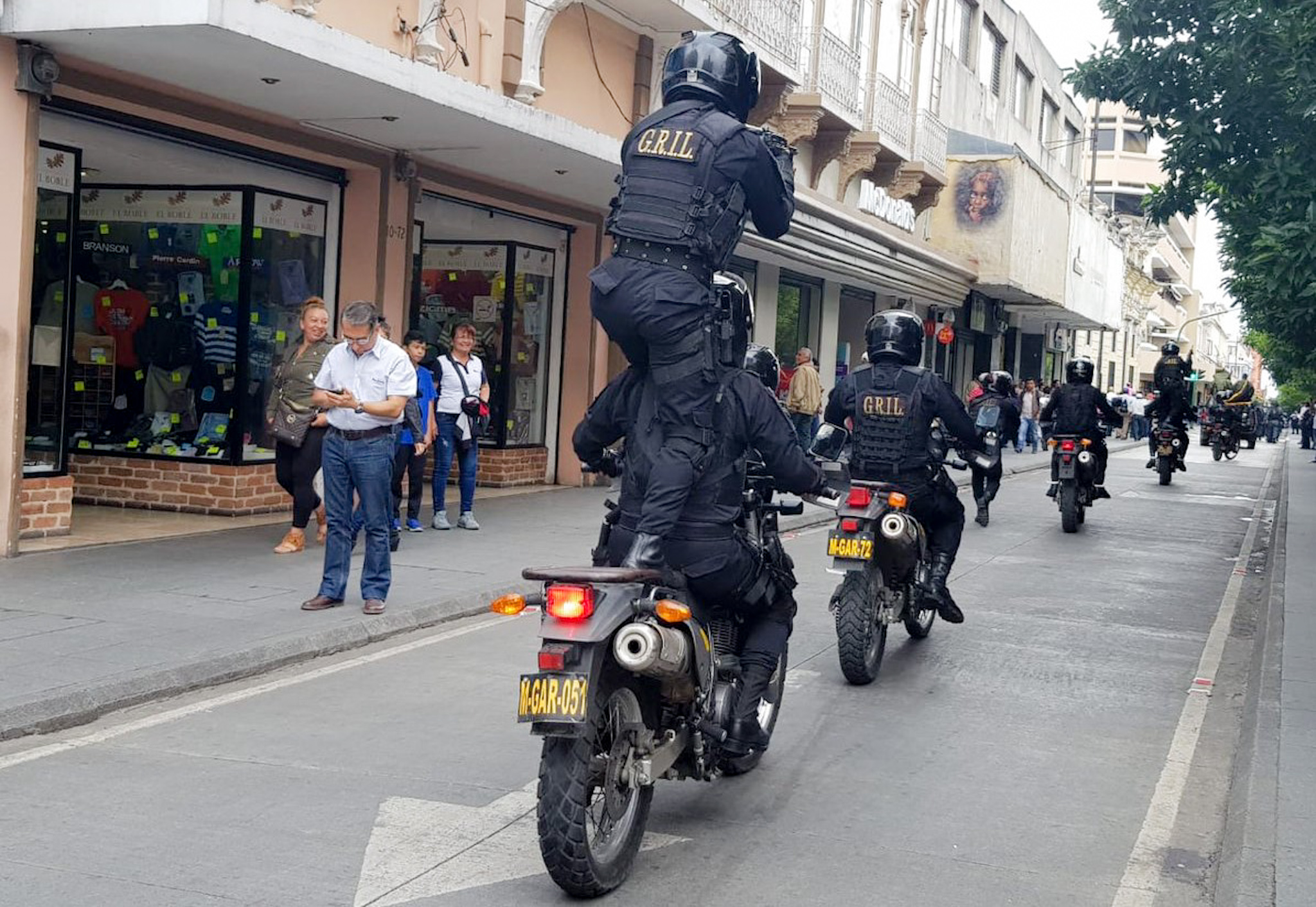
Lobos Gril en la Ciudad de Guatemala.

Según el artículo 10 de la Ley de la PNC, son funciones de la Policía Nacional Civil, las siguientes:
1. Por iniciativa propia por denuncia o por orden del Ministerio Público;
2. Investigar los hechos punibles perseguibles de oficio e impedir que estos sean llevados a consecuencias ulteriores;
3. Reunir los elementos de investigación útiles para dar base a la acusación en proceso penal;
4. Auxiliar y proteger a las personas y velar por la conservación y custodia de los bienes que se encuentren en situación de peligro por cualquier causa.
5. Mantener y restablecer, en su caso el orden y la seguridad pública.
6. Prevenir la comisión de hechos delictivos, e impedir que estos sean llevados a consecuencias ulteriores.
7. Aprehender a las personas por orden judicial o en los casos de flagrante delito y ponerlas a disposición de las autoridades competentes dentro del plazo legal.
8. Captar, recibir y analizar cuantos datos tengan interés para la seguridad pública, estudiar, planificar y ejecutar métodos y técnicas de prevención y combate de la delincuencia y requerir directamente a los señores jueces, en casos de extrema urgencia, la realización de actos jurisdiccionales determinados con noticia inmediata al Ministerio Público.
9. Colaborar con los servicios de protección civil en los casos de grave riesgo, catástrofes y calamidad publica en los términos establecidos en la ley.
10. Vigilar e inspeccionar el cumplimiento de las leyes y disposiciones generales, ejecutando las órdenes que reciba de las autoridades en el ámbito de sus respectivas competencias.
11. Prevenir, investigar y perseguir los delitos tipificados en las leyes vigentes del país.
12. Colaborar y prestar auxilio a las fuerzas de seguridad civil de otros países, conforme a lo establecido en los Tratados o Acuerdos Internacionales de los que Guatemala sea parte o haya suscrito.
13. Controlar a las empresas y entidades que presten servicios privados de seguridad, registrar autorizar y controlar su personal, medios y actuaciones.
14. Coordinar y regular todo lo relativo a las obligaciones del Departamento de Tránsito, establecidas en la ley de la materia.
15. Organizar y mantener en todo el territorio nacional el archivo de identificación personal y antecedentes policiales.
16. Atender los requerimientos que, dentro de los límites legales, reciban del Organismo Judicial, Ministerio Público y demás entidades competentes.
17. Promover la corresponsabilidad y participación de la población en la lucha contra la delincuencia.
18. Las demás que le asigna la ley.

## Principios básicos de actuación
La actuación de la Policía Nacional Civil, se adecuará a los principios básicos contenidos en la Ley de la PNC con especial atención a las exigencias de los derechos humanos y a su condición de servicio público esencial, según el artículo 11 de la misma ley.
Los principios básicos de actuación de la Policía Nacional Civil están enmarcados en la misma ley que los rige, en su Art. 12 el cual establece los siguientes principios:
1. Adecuación al ordenamiento jurídico.
2. Relaciones con la comunidad.
3. Tratamiento de los detenidos.
4. Dedicación Profesional.
5. Secreto Profesional.

## Escalafón policial

### Escala Jerárquica de Dirección
|          | Dirección        |                          |                     |
| Insignia |                  |                          |                     |
| Grado    | Director general | Director general adjunto | Subdirector general |

### Escala jerárquica de oficiales superiores
|          | Oficiales Superiores |           |              |
| Insignia |                      |           |              |
| Grado    | Comisario General    | Comisario | Subcomisario |

### Escala Jerárquica de Oficiales Subalternos
|          | Oficiales Subalternos |                 |                 |
| Insignia |                       |                 |                 |
| Grado    | Oficial Primero       | Oficial Segundo | Oficial Tercero |

### Escala Jerárquica Básica
|          | Básica    |              |        |
| Insignia |           |              |        |
| Grado    | Inspector | Subinspector | Agente |

## Organización de la Policía Nacional Civil (PNC)

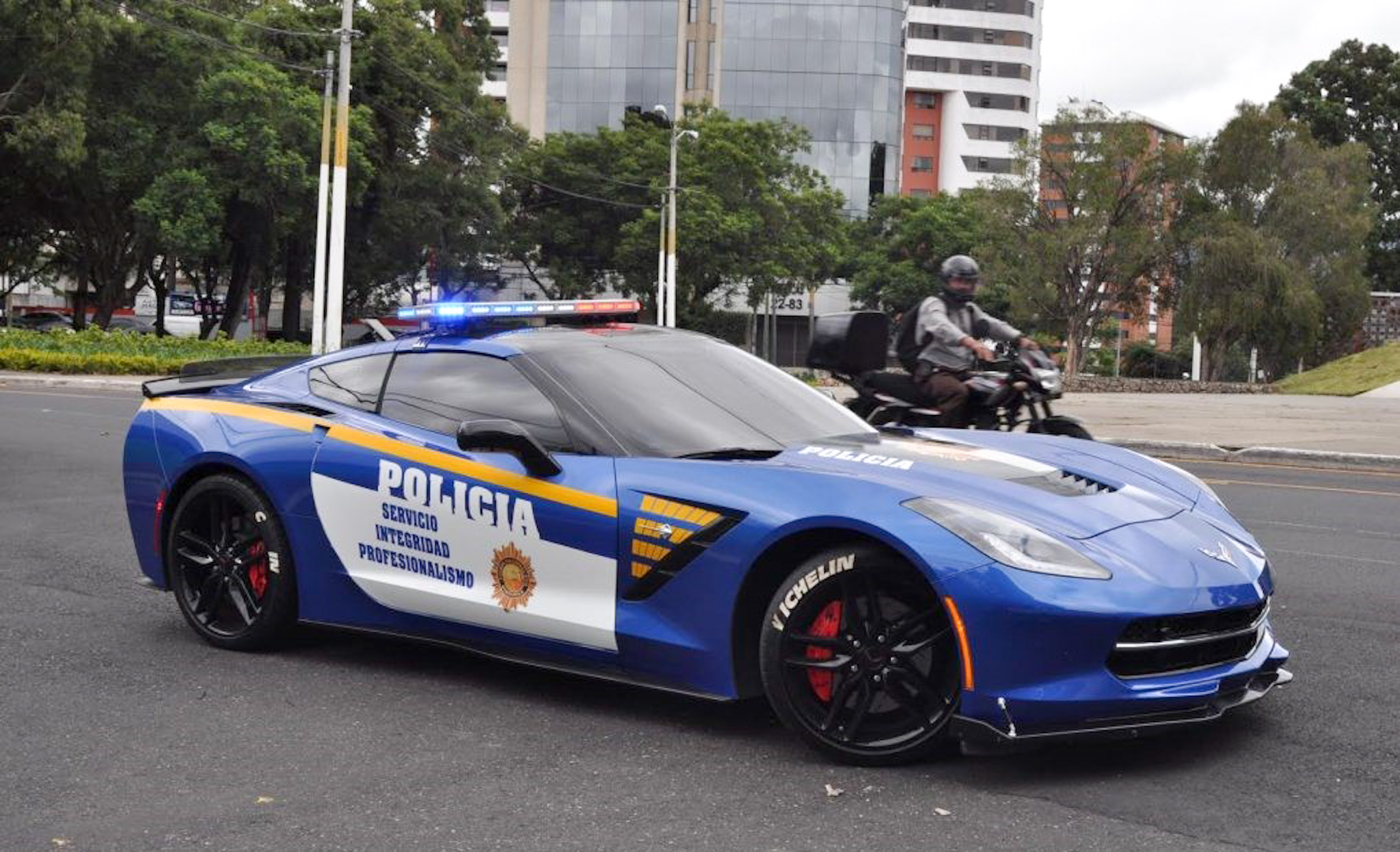
Corvette C7 utilizado para exhibición no esta en uso de la Polícia.

La Policía Nacional Civil está organizada actualmente en Subdirecciones que tienen a su cargo divisiones y también la Dirección General tiene secretarias.

### Dirección General
La Dirección General es la encargada de dirigir todos los asuntos relacionados con la institución está dividida de la siguiente manera:
- Secretaría General (SG)
- Jefatura de Planificación Estratégica y Desarrollo Institucional (JEPEDI)
- Secretaría de Asistencia Jurídica (SAJ)
- Auditoría Interna (AI)
- Tribunales Disciplinarios (TD)
- Inspectoría General (IG)
- Agregadurías Policiales (AP)

### Dirección General Adjunta
Es la encargada de Dirigir coordinar e impulsar el funcionamiento de las Subdirecciones Generales. 
La Dirección General Adjunta se divide de la siguiente manera:
- Secretaría General Técnica (SGT)
- Departamento de Tránsito (DT)

### Subdirecciones
Las Subdirecciones que actualmente funcionan son:

### Subdirección General de Operaciones
Es la encargada de mantener y establecer el orden y la seguridad pública; su principal función es siempre la seguridad permanente en el país.
Está dividida de la siguiente manera:
- Secretaría Técnica (STO)
- División de Operaciones Conjuntas (DOC)
- División de Policía de Mercados (POLIMERC)
- División de Fuerzas Especiales de Policía (DIFEP)
- División de Protección de Personas y Seguridad (DPPS)
- División de Supervisión y Control de Empresas de Seguridad Privada (DSCESP)
- División de Seguridad Turística (DISETUR)
- División de Protección a la Naturaleza (DIPRONA)
- División de Puertos, Aeropuertos y Puestos Fronterizos (DIPAFRONT) (En proceso de Disolución por violación a los derechos de inmigrantes por Denuncias de los mismos.)
- División Motorizada (DM)
- Distritos (JD)
  - Comisarías
    - Estaciones
      - Subestaciones

### Subdirección General de Investigación Criminal
Es la que tiene a su cargo investigar todos lo concerniente a crímenes realizados en Guatemala.
Está dividida de la siguiente manera:
- Secretaría Técnica (STIC)
- División Especializada en Investigación Criminal (DEIC)
- División de Policía Internacional (INTERPOL)
- División de Investigación y Desactivación de Armas y Explosivos (DIDAE)
- División de Métodos Especiales de Investigación (DIMEI)
- División Nacional Contra el Desarrollo Criminal de las Pandillas (DIPANDA)
- División de Información Policial (DIP)
- Gabinete Criminalístico (GACRI)
- Unidad de Planificación Administrativa y Financiera

### Subdirección General de Personal
Es la encargada de todo el personal de la Entidad; su función principal es el de regular a todo el personal activo.
Está dividida de la siguiente manera:
- Secretaría Técnica (STP)
- Jefatura de Enseñanza (JEN)
- Departamento de Selección y Contratación de Personal (DSCP)
- Departamento de Asuntos Administrativos de Personal (DAAP)
- Departamento de Administración de Compesaciones, Incentivos y Remuneraciones (DACIR)
- Departamento de Archivo de Personal (DARP)
- Departamento de Asistencia al Personal (DAP)

### Subdirección General de Apoyo y Logística
Es la que tiene a su cargo la administración de los recursos financieros, materiales y de equipamiento necesarios de la institución.
Está dividida de la siguiente manera:
- Secretaría Técnica de la Subdirección General de Apoyo y Logística (STAL)
- Departamento de Logística (DEL)
- Departamento de Material Móvil (DMM)
- Departamento de Materia y Equipo de Defensa (DMED)
- Departamento de Infraestructura (DI)
- Unidad de Planificación Administrativa y Financiera (UPAF)

### Subdirección General de Análisis de Información Antinarcótica
Es la que tiene a su cargo la lucha contra el narcotráfico.
Está dividida de la siguiente manera:
- Secretaría Técnica (STAIA)
- División de Fuerza de Tarea de Interdicción Aérea, Antinarcótica y Antiterrorismo (FIAT)
- Unidad de Planificación Administrativa y Financiera
- Centro de Información Conjunta Antidrogas de Guatemala
- Escuela Centroamericana de Entrenamiento Canino (ECEC)

### Subdirección General de Estudios y Doctrina
Es la que tiene a su cargo velar por la capacitación y todo lo relacionado con la doctrina de la institución.
Está dividida de la siguiente manera:
- Secretaría Técnica (STED)
- Unidad de Planificación Administrativa y Financiera
- Academia de la Policía Nacional Civil (APNC)
- Escuela de Formación de Oficiales de Policía (ESFOP)
- Escuela de Estudios Superiores de Policía (EESP)
- Escuela de Especialidades de Policía (EEP)

### Subdirección General de Prevención del Delito
Tiene a su cargo la prevención de los delitos.
Está dividida de la siguiente manera:
- Secretaría Técnica (STPD)
- División de Intervención en Relaciones Comunitarias (DIRC)
- Departamento de Orientación Preventiva (DOP)
- Departamento Especializado en Niñez y Adolescencia (DENA)
- Departamento de Multiculturalidad
- Departamento de Equidad de Género (DEG)
- Departamento de Cultura y Deportes (DCD)

### Subdirección General de Tecnologías de la Información y la Comunicación
Tiene a su cargo todo lo relacionado con los diferentes sistemas informáticos de la institución.
Está dividida de la siguiente manera:
- Secretaría Técnica (STTIC)
- Departamento de Operaciones de Seguridad Informática
- Departamento de Planificación y Gestión de Proyectos Tecnológicos
- Departamento de Auditoría de Sistemas y Control de Calidad
- Departamento de Sistemas de Información Geográfica
- Departamento de Bases de Datos y Desarrollo de Sistemas de Información
- Departamento de Soporte Técnico
- Departamento de Redes y Telecomunicaciones
- Unidad de Planificación Administrativa y Financiera

### Subdirección General de Salud Policial
Es la encargada de que el personal de la Institución reciba la atención en temas de salud.
Está dividida de la siguiente manera:
- Secretaría Técnica (STSP)
- Departamento de Servicios Médicos Especializados y Anexos
- Departamento de Epidemiología y Promoción de la Salud
- Unidad de Planificación Administrativa y Financiera

## Directores generales de la Policía Nacional Civil
| N.º | Imagen | Nombre                     | Fecha de Inicio          | Fecha de Finalización    |
| --- | ------ | -------------------------- | ------------------------ | ------------------------ |
| 1   |        | Ángel Conté Cojulum        | 15 de julio de 1997      | 16 de enero de 2000      |
| 2   |        | Baudilio Portillo Merlos   | 17 de enero de 2000      | 10 de mayo de 2000       |
| 3   |        | Mario Cifuentes Echeverría | 31 de mayo de 2000       | 1 de agosto de 2000      |
| 4   |        | Rudio Lecsan Mérida        | 11 de agosto de 2000     | 20 de marzo de 2001      |
| 5   |        | Enio Rivera                | 20 de marzo de 2001      | 8 de enero de 2002       |
| 6   |        | Luis Arturo Paniagua       | 9 de enero de 2002       | 1 de noviembre de 2002   |
| 7   |        | Raúl Manchame Leiva        | 1 de noviembre de 2002   | 27 de julio de 2003      |
| 8   |        | Oscar Segura Sánchez       | 27 de julio de 2003      | 2 de enero de 2004       |
| 9   |        | Ever Joel Cabrera          | 3 de enero de 2004       | 22 de marzo de 2004      |
| 10  |        | Gustavo Adolfo Dubón       | 23 de marzo de 2004      | 21 de julio de 2004      |
| 11  |        | Erwin Sperisen             | 22 de julio de 2004      | 8 de abril de 2007       |
| 12  |        | Julio Hernández Chávez     | 8 de abril de 2007       | 30 de septiembre de 2007 |
| 13  |        | Isabel Mendoza Agustín     | 1 de octubre de 2007     | 20 de septiembre de 2008 |
| 14  |        | Raquel Blanco Lapola       | 20 de septiembre de 2008 | 7 de junio de 2009       |
| 15  |        | Porfirio Pérez Paniagua    | 8 de junio de 2009       | 7 de agosto de 2009      |
| 16  |        | Baltazar Gómez Barrios     | 8 de agosto de 2009      | 2 de marzo de 2010       |
| 17  |        | Werner Leal                | 3 de marzo de 2010       | 24 de junio de 2010      |
| 18  |        | Jaime Otzin Díaz           | 25 de junio de 2010      | 20 de enero de 2012      |
| 19  |        | Gerzon Oliva               | 20 de enero de 2012      | 2 de julio de 2013       |
| 20  |        | Telemaco Pérez García      | 2 de julio de 2013       | 9 de marzo de 2015       |
| 21  |        | Walter René Velásquez      | 10 de marzo de 2015      | 15 de septiembre de 2015 |
| 22  |        | Nery Ramos                 | 15 de septiembre de 2015 | 28 de febrero de 2018    |
| 23  |        | Erwin Tzi Juárez           | 28 de febrero de 2018    | 9 de enero de 2019       |
| 24  |        | Carlos Tohom               | 9 de enero de 2019       | 18 de enero de 2020      |
| 25  |        | Ervin Mayén                | 18 de enero de 2020      | 25 de junio de 2020      |
| 26  |        | José Antonio Tzubán        | 25 de junio de 2020      | 17 de septiembre de 2021 |
| 27  |        | Héctor Hernández Mendoza   | 17 de septiembre de 2021 | 6 de enero de 2023       |
| 28  |        | Edwin Ardiano              | 6 de enero de 2023       | 16 de noviembre de 2023  |
| 29  |        | Adal Rodríguez Najarro     | 16 de noviembre de 2023  | 15 de enero de 2024      |
| 30  |        | David Custodio Boteo       | 15 de enero de 2024      | En el cargo              |

## Armamento
| Fusiles        | Fusiles | Fusiles                      | Fusiles        | Fusiles |
| Nombre         | Calibre | Fabricante                   | Origen         | Imagen  |
| -------------- | ------- | ---------------------------- | -------------- | ------- |
| Tavor          | 5.56 mm | Israel Military Industries   | Israel         |         |
| AK-47          | 7.62 mm | Corporación Kalashnikov      | Rusia          |         |
| M16            | 5.56 mm | Colt's Manufacturing Company | Estados Unidos |         |
| Ametralladoras |         |                              |                |         |
| Uzi            | 9x19 mm | Israel Military Industries   | Israel         |         |
| Pistolas       |         |                              |                |         |
| Glock 17       | 9x19 mm | Glock Ges.m.b.H.             | Austria        |         |
| Pietro Beretta | 9x19 mm | Beretta                      | Italia         |         |
| Jericho        | 9x19 mm | Israel Military Industries   | Israel         |         |

## Lectura recomendada

### Caso de desvío de dinero de la STAL por Q56 millones en 2015
- Diario La Hora (23 de junio de 2015). «Cronología de investigaciones de corrupción en la Policía Nacional Civil». Diario La Hora (Guatemala). Archivado desde el original el 23 de junio de 2015. Consultado el 23 de junio de 2015.
- — (24 de junio de 2015). «Corrupción interna en la policía afecta directamente a la población». Diario La Hora (Guatemala). Archivado desde el original el 23 de junio de 2015. Consultado el 24 de junio de 2015.
- ElPeriódico (23 de junio de 2015). «MP y CICIG capturan a red que defraudó al menos Q56 millones». ElPeriódico (Guatemala). Archivado desde el original el 24 de junio de 2015. Consultado el 23 de junio de 2015.
- — (26 de junio de 2015). «Los bienes y privilegios de Rodríguez Heredia». ElPeriódico (Guatemala). Archivado desde el original el 26 de junio de 2015. Consultado el 26 de junio de 2015.